# Dicranum crispifolium
Dicranum crispifolium är en bladmossart som beskrevs av C. Müller 1864. Dicranum crispifolium ingår i släktet kvastmossor, och familjen Dicranaceae. Inga underarter finns listade i Catalogue of Life.